# キャッスル・ワード
キャッスル・ワード（英語: Castle Ward）はナショナル・トラストが所有する屋敷であり、18世紀に建てられ、ストラングフォード村の近くに位置している。北アイルランドのダウン県の中のストラングフォード小区の中にある。ストラングフォード湖を見渡すことができ、ダウンパトリックから11キロメートル、ストラングフォード村から2.5キロメートルの距離にある。
キャッスル・ワードは一般に公開されており、332ヘクタールの造園された庭と、要塞化されたタワーハウス、ヴィクトリア朝の洗濯場、劇場、レストラン、売店、製材所、稼働中の粉挽き所があり、ストラングフォード湖の岸も敷地に入っている。1985年から2010年にかけて毎年恒例の夏のオペラフェスティバルである、キャッスル・ワード・オペラを主催していた。

## 特徴
キャッスル・ワードの最も興味深い側面はその二重の建築にあり、バンガー子爵とその妻のレディ・アン・ブライの、異なる嗜好を代表している。入口の側面には三角形のペディメントを支えている柱を特徴とする古典パラディオ様式が用いられている反面、反対側にはジョージアンゴシック様式のとがった窓、石を彫刻した装飾、および銃眼付きの胸壁がある。この様式の違いは内装にまで及んでおり、中心を基準に様式が2つに分かれている。

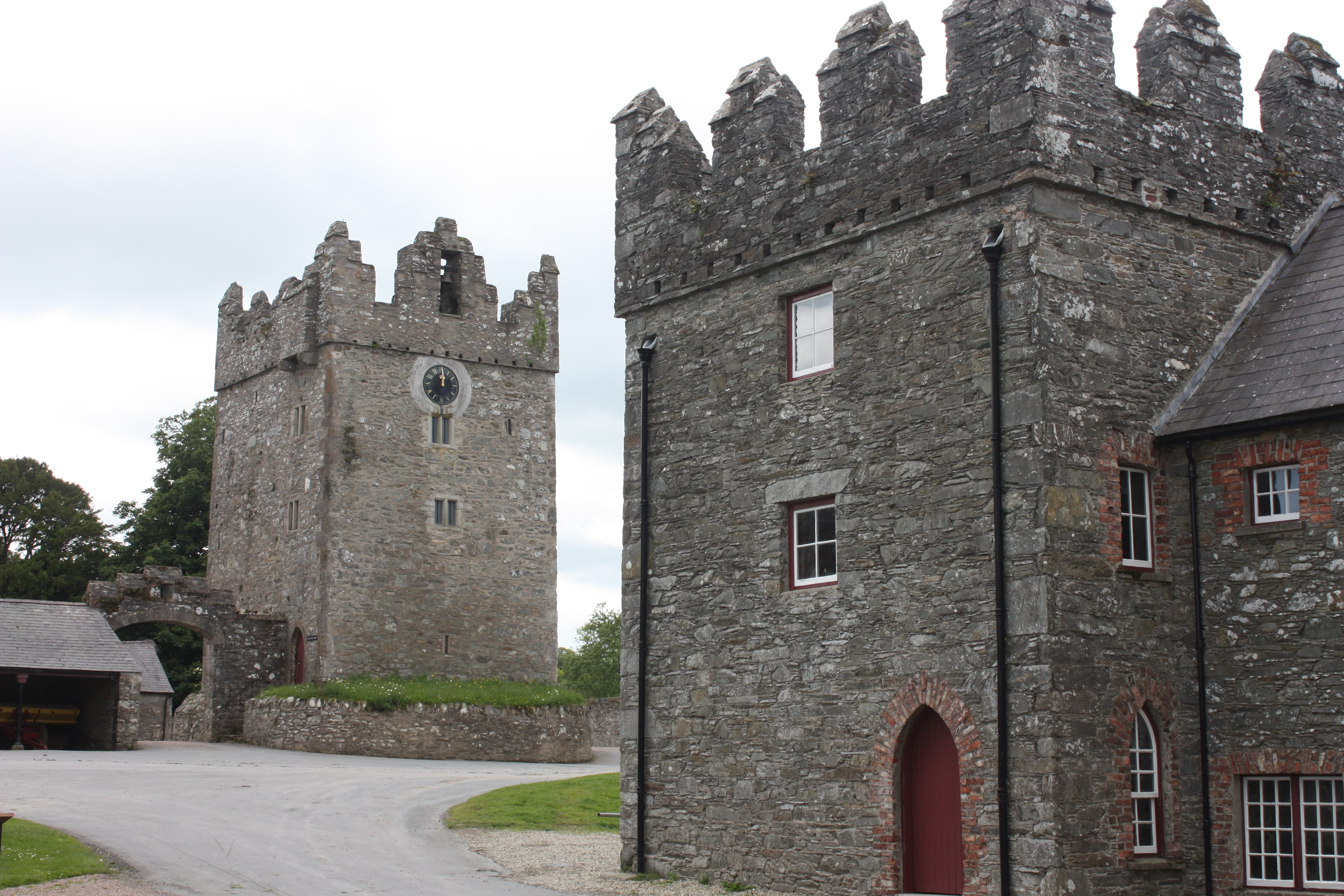
キャッスル・ワード

## 歴史
ストラングフォード・マナーの領地の北の末端部分は Carrick na Sheannagh （アイルランド語の"carraig na sionnach"からきており、「きつねの岩」という意味である）と呼ばれており、キルデア伯爵が所有していた。1570年に、アイルランドの測量監督であったサー・ロバート・ワードの父であるバーナード・ワードに買い取られ、キャッスル・ワードに改名された。
1760年代初期に、マイケル・ウォードの息子のバーナード・ウォードのために建てられた、現在の建物の建築者は不明である。しかし、この建築者はブリストル地域から来た、ワード一族とつながりを持っていた人物だと思われる。1757年から1763年にかけてブリストルで活動していたジェームズ・ブリッジズである可能性がある。ジェームズの作品には、キャッスル・ワードに類似している点がいくつかある。バーナード・ウォードはのちにバンガー子爵に叙された。
この建物は1781年5月に、1748年になされた財産分与合意に基づいて相続されており、初代バンガー子爵の長男で法定相続人であるニコラス・ウォード（第2代バンガー子爵）に相続された。1812年にニコラスの弟であるエドワードが子を残して亡くなった時、初代バンガー子爵の末男のロバートが、バンガー子爵をダウンパトリックにある小さな家に移住させる機会を得て、キャッスル・ワードからあらゆる価値のあるものを取り出した。キャッスル・ワードは、1827年の9月に第2代バンガー子爵が亡くなり、エドワードの息子である第3代バンガー子爵に相続されるまで、空き家のままだった。第3代バンガー子爵とその子孫は建物と家具一式を元に戻したが、第6代バンガー子爵が亡くなった際に、キャッスル・ワードと土地は相続税の代わりとして北アイルランド政府に納付された。1952年に、政府は建物と庭園をナショナル・トラストに贈与した。

1973年2月10日に、暫定アイルランド共和軍のメンバーで当時23歳だったレナード・オハンロンと17歳だったヴィヴィアン・フィッツシモンズは、自分たちがキャッスル・ワードの庭に設置した爆弾が暴発した際に死亡した。

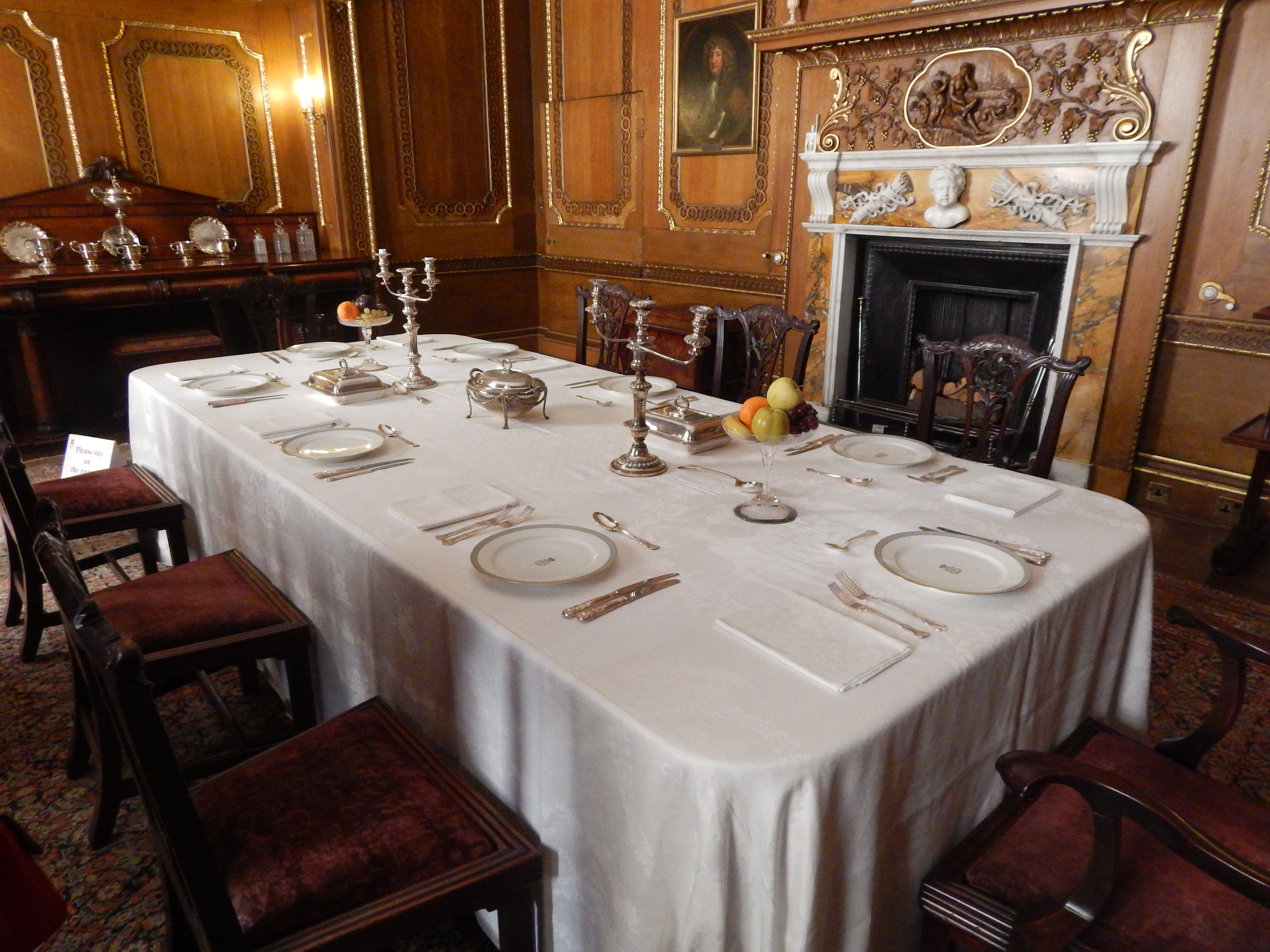
食堂
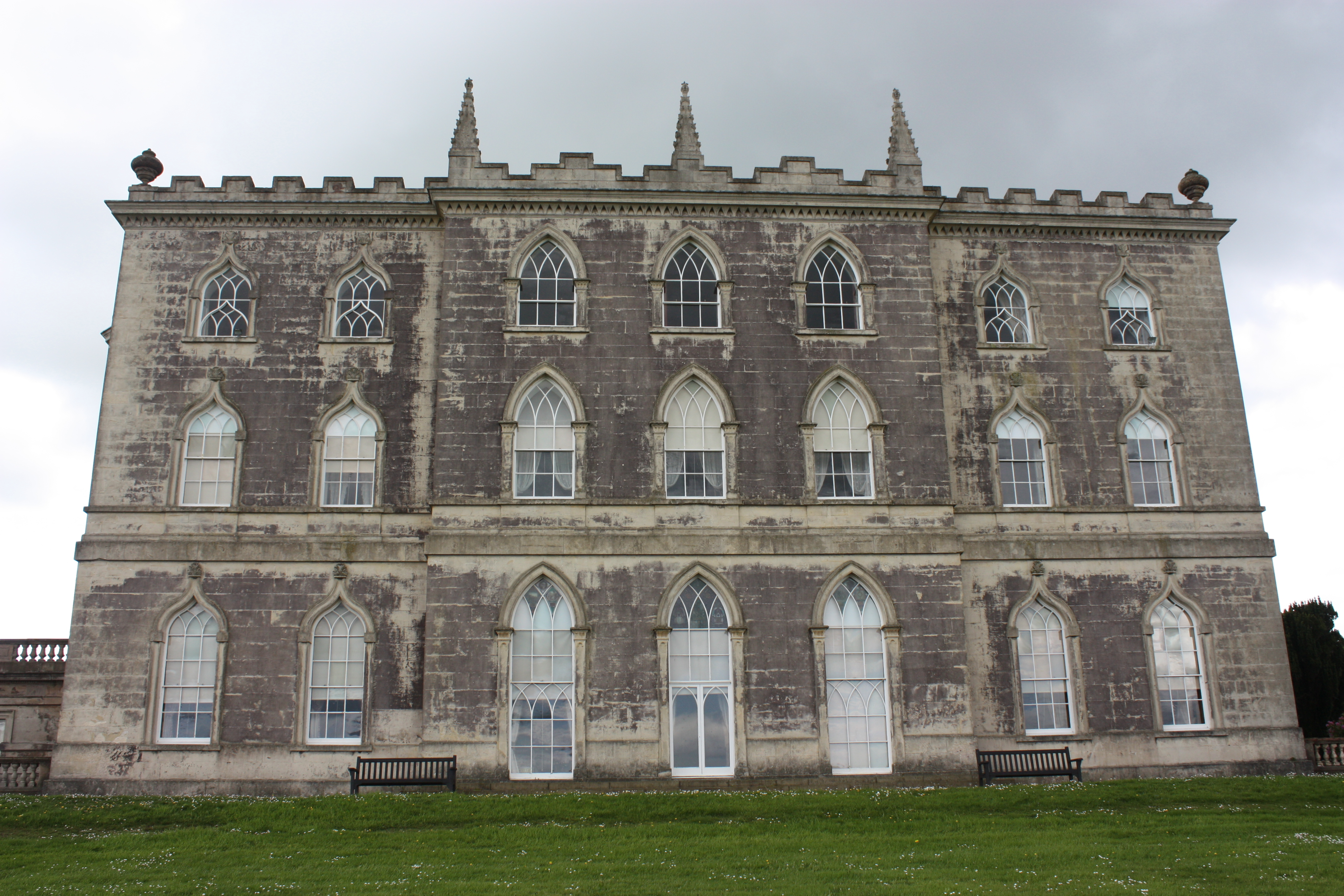
キャッスル・ワードのゴシック様式風正面（2011年6月）
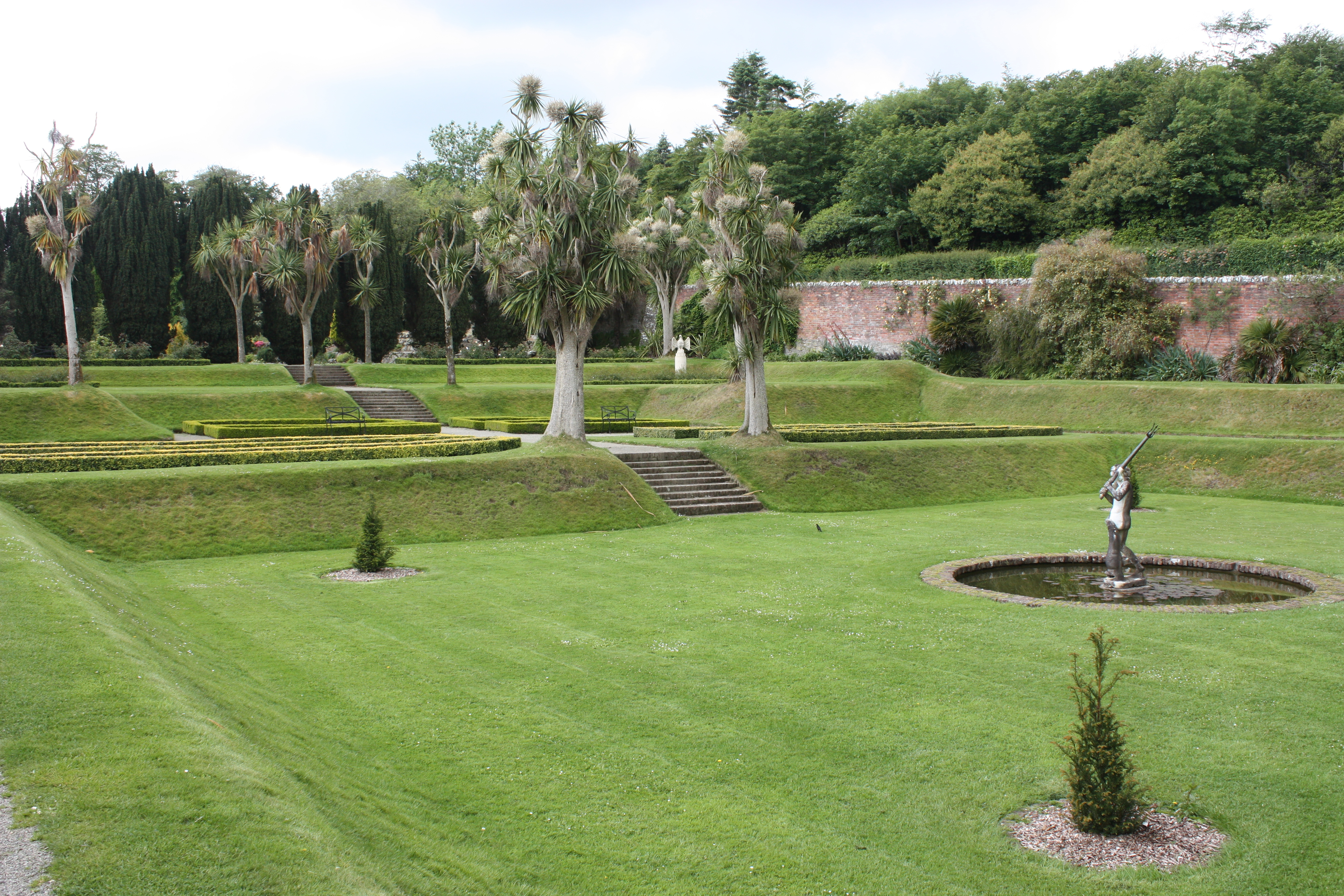
塀で囲まれた庭（2011年6月）
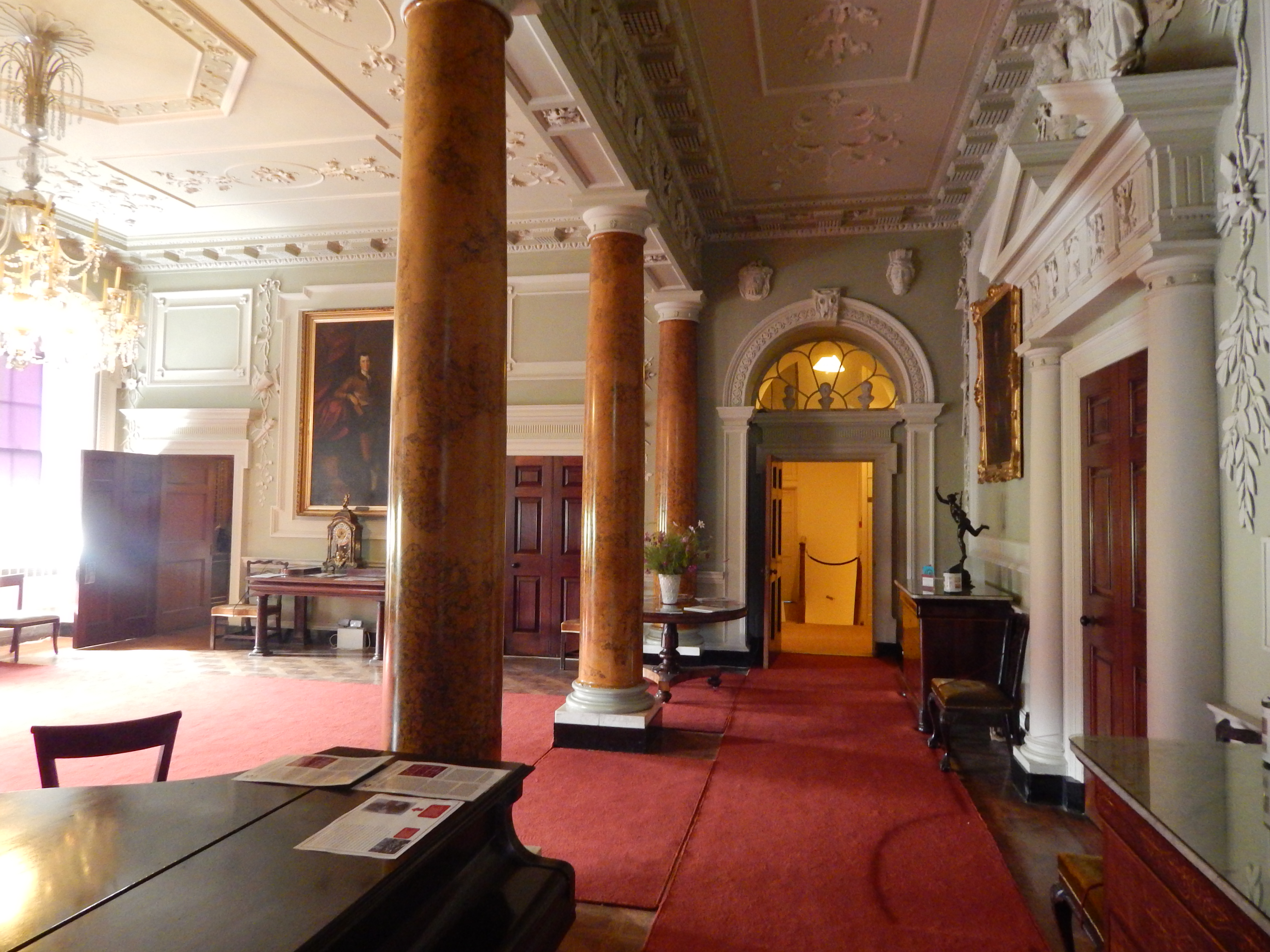
正面玄関へ通じる廊下

## キャッスルワード・オペラ
キャッスルワード・オペラは毎年、キャッスル・ワードでオペラ祭を実施していたオペラカンパニーであった。1985年にイアン・アーウィンとジャック・スミスが設立し、軽めの作品を1作と重量級の作品を1作上演するプログラムを恒例としていた。北アイルランドのアーツ・カウンシルにより基盤となる資金をカットされたため、2009年に最後のオペラ公演を行った後、2010年に25年にわたるオペラ祭の歴史を振り返る2回の最終ガラコンサートを行ってオペラ祭の実施を終了した。

## メディアへの登場
キャッスル・ワードはHBOのテレビシリーズの『ゲーム・オブ・スローンズ』のウィンターフェルのロケ地として使われた。